# Emad Hashim
Emad Hashim (Bagdad, Irak; 10 de febrero de 1969) es un exfutbolista y entrenador de porteros de Irak que jugaba en la posición de guardameta. Actualmente es el entrenador de porteros del Al-Zawraa de la Liga Premier de Irak.

## Carrera

### Club
| Periodo   | Club         |
| --------- | ------------ |
| 1987–1997 | Al-Shorta SC |
| 1997–1998 | Al-Zawraa    |
| 1998–2003 | Al-Shorta SC |

### Selección nacional
Jugó para Irak en 75 ocasiones de 1989 a 2001, participó en los Juegos Olímpicos de Seúl 1988 y en dos ediciones de la Copa Asiática.

## Logros
- Copa de Irak: 4

1995-96, 1997-98, 2000-01, 2002-03
- Supercopa de Irak: 1

1998
- Copa Élite Iraquí: 3

2000, 2001, 2002